# Thalaina principaria
Thalaina principaria là một loài bướm đêm trong họ Geometridae.